# Mocha (miasto)
Mocha – miasto w Ekwadorze, w prowincji Tungurahua, siedziba kontonu Mocha. W 2010 było zamieszkiwane przez 1209 osób.